# Gregório Freixo
Gregório Francisco Penteado Freixo, surnommé Gregório Freixo (né à Évora le 8 septembre 1952), est un ancien footballeur portugais, international à quatre reprises. Ses frères, José et Luis Freixo, embrassent également une carrière professionnelle dans le milieu du football.

## Biographie

### Joueur

#### Enfance et premiers pas de footballeur
Gregório Freixo est né à Évora, où son père est le gardien du stade  de la formation locale, le Lusitano Évora. Il quitte assez jeune la ville de l'Alentejo pour déménager à Coïmbra où son père devient gardien du Campo de Santa Cruz, terrain de l'Académica à la demande de l'entraîneur de l'époque Otto Bumbel. Il commence à jouer au football à l'âge de 14 ans au sein de l'Académica Coimbra. 
Avec la Briosa il est plusieurs fois finaliste national dans différentes catégories de jeunes. Il commence sa carrière au poste d'attaquant et les qualités dont  il fait preuve lui valent d'être appelé en sélection avec les moins de 17 ans portugais en 1969.

#### Professionnel durant neuf saisons à Coimbra
Après de belles prestations avec les juniors de l'équipe nationale lors de la Coupe d'Europe 1971, il débute avec l'équipe senior le 3 juillet 1971 lors de la Taça Ribeiro dos Reis, compétition qui a lieu à la fin du championnat. Au cours des deux premiers matchs il marque 50 % des buts de Coimbra, soit 5 sur 10. L'Académica réalise un beau parcours durant cette coupe, terminant première et invaincue dans sa série. La Briosa gagne également en quarts de finale, mais échoue en demi ainsi qu'en petite finale. 
L'année suivante, il débute sur le banc des remplaçants et doit attendre le 12 décembre 1971 pour entamer une rencontre en tant que titulaire face au FC Tirsense (défaite 1 à 0). Au terme du championnat l'équipe de Coimbra descend à l'étage inférieur. Il devient dès lors un titulaire indiscutable au sein du milieu de terrain de la formation des "étudiants". Le passage en seconde division est de courte durée car l'Académica remonte immédiatement tout en s'octroyant les titres de champion de la zone nord et du Portugal de deuxième division. Le retour parmi l'élite du football portugais ne change rien à son statut de jeune titulaire. 
En 1974-1975, le nouvel entraîneur, Francisco Andrade, ne lui accorde pas sa confiance. Il réalise une saison très moyenne où il n'est titulaire qu'à six reprises. Le club frisant la relégation, l'entraîneur conimbricense est limogé et le joueur retrouve une certaine légitimité. Ce retour en grâce lui vaut d'être totalista (expression signifiant que le natif d'Évora participe à l'intégralité des matchs du championnat) durant les trois dernières saisons qu'il passe à l'Académica, jouant à tous les postes (défenseur, milieu, et attaquant), en fonction des besoins des entraîneurs successifs du club.
Finalement, Gregório Freixo évolue avec les « noirs » de la formation de Coimbra durant neuf saisons.

#### Joueur au Vitória de Guimarães et en équipe nationale
En 1979, après une saison difficile pour la Briosa, reléguée en deuxième division, le footballeur portugais prend un nouveau cap et part vers le nord du pays à Guimarães. Le joueur rejoint le club local du Vitória Sport Clube à la demande de l'entraîneur argentin Mário Imbelloni. Il évolue sur le flanc gauche de la défense et devient un titulaire indiscutable au sein de l'équipe des Vimaranenses. Son habileté, son intelligence et sa polyvalence font progressivement de lui un joueur phare du championnat portugais. 
Ses multiples talents lui permettent de faire partie, pour la première fois, de l'équipe nationale du Portugal chez les seniors. Au total, il connaît le bonheur de rentrer sur le terrain à quatre reprises au cours de sa carrière avec la Seleção das Quinas, entre le 24 septembre 1980 et le 8 juin 1983. 
Il connaît aussi la joie de disputer une compétition européenne à la suite de l'excellente place de quatrième obtenue en  Championnat par sa formation lors de la saison 82-83. Malheureusement le tirage au sort n'est guère favorable aux joueurs de Guimarães, ils tombent sur un des grands clubs anglais de l'époque, Aston Villa. Le  Vitória SC gagne le premier match 1 à 0 (grâce à un but marqué sur penalty par Freixo) mais s'incline lourdement à Villa Park (5-0) au retour. Cette défaite exclue prématurément les Vimaranenses de la Coupe UEFA 1983-1984. Durant cette saison il devient le capitaine de l'équipe à la suite du départ de Abreu.
Il perd son statut de titulaire au profit de jeunes issus de la formation avec l'arrivée du manager belge Raymond Goethals en 1984 et ne dispute ainsi que la moitié des matchs du championnat. Il revient en grâce dès la saison suivante qui est aussi sa dernière à Guimarães. Il est à nouveau positionné sur un côté de la défense et contribue activement à la belle quatrième place du club, synonyme de retour en compétition européenne. Il met un terme à sa collaboration avec le Vitória SC, malgré la proposition de s'occuper de la formation des jeunes. Il préfère rejoindre l’île de Madère et le club du CS Marítimo afin de continuer à jouer au football à l'âge de 34 ans.

#### Fin de carrière
En 1986-1987 il signe un contrat en faveur du CS Marítimo le club de Funchal sur l'île de Madère où il ne reste qu'une seule année.
Il rejoint le Sporting Covilhã, pour la saison 1987-1988 qui marquera ses adieux au football en tant que joueur. Il évolue comme défenseur latéral droit ou gauche mais le Sporting Covilhã, ne réussit pas à assurer son maintien. Cet événement malheureux contribue à précipiter sa décision de quitter le monde professionnel et de ne plus fouler les pelouses des stades ibériques comme footballeur.

### Entraîneur
Au terme de sa carrière de joueur il ne quitte pas le football et retourne dans son club de cœur, l'Académica de Coimbra, où il entraîne les catégories jeunes mais en devient aussi l'adjoint puis l'entraîneur principal à deux reprises de l'équipe professionnelle. Par la suite il rejoint le CD Luso, avant de retourner dans le district de Coimbra et de s'occuper de clubs locaux. Il crée sa propre école de football à São Martinho do Bispo. De 2004 à 2008 il organise un tournoi national des écoles de football, qui se dispute au Estádio Municipal Sérgio Conceição de Coimbra.

## Statistiques de joueur

### En club
| Saison                | Club                  | Championnat           | Championnat | Championnat | Coupe(s) nationale(s) | Coupe(s) nationale(s) | Compétition(s) continentale(s) | Compétition(s) continentale(s) | Compétition(s) continentale(s) | Sélection | Sélection | Sélection | Total | Total |
| Saison                | Club                  | Division              | M.          | B.          | M.                    | B.                    | Comp.                          | M.                             | B.                             | Équipe    | M.        | B.        | M.    | B.    |
| 1970-1971             | Académica de Coimbra  | I Divisão             | 0           | 0           | 5                     | 5                     | -                              | 0                              | 0                              | Juniors   | 7         | 0         | 12    | 5     |
| 1971-1972             | Académica de Coimbra  | I Divisão             | 14          | 0           | 0                     | 0                     | -                              | 0                              | 0                              | -         | 0         | 0         | 14    | 0     |
| 1972-1973             | Académica de Coimbra  | II Divisão            | 29          | 2           | 5                     | 1                     | -                              | 0                              | 0                              | -         | 0         | 0         | 34    | 3     |
| 1973-1974             | Académica de Coimbra  | I Divisão             | 28          | 1           | 1                     | 0                     | -                              | 0                              | 0                              | -         | 0         | 0         | 29    | 1     |
| 1974-1975             | Académica de Coimbra  | I Divisão             | 15          | 0           | 1                     | 0                     | -                              | 0                              | 0                              | Espoirs   | 1         | 0         | 17    | 0     |
| 1975-1976             | Académica de Coimbra  | I Divisão             | 29          | 5           | 1                     | 0                     | -                              | 0                              | 0                              | -         | 0         | 0         | 30    | 5     |
| 1976-1977             | Académica de Coimbra  | I Divisão             | 30          | 1           | 4                     | 0                     | -                              | 0                              | 0                              | -         | 0         | 0         | 34    | 1     |
| 1977-1978             | Académica de Coimbra  | I Divisão             | 30          | 2           | 1                     | 0                     | -                              | 0                              | 0                              | -         | 0         | 0         | 31    | 2     |
| 1978-1979             | Académica de Coimbra  | I Divisão             | 30          | 3           | 6                     | 2                     | -                              | 0                              | 0                              | -         | 0         | 0         | 36    | 5     |
| Sous-total            | Sous-total            | Sous-total            | 205         | 14          | 24                    | 8                     | -                              | 0                              | 0                              | -         | 8         | 0         | 237   | 22    |
| 1979-1980             | V. Guimarães          | I Divisão             | 29          | 1           | -                     | -                     | -                              | 0                              | 0                              | -         | 0         | 0         | 29    | 1     |
| 1980-1981             | V. Guimarães          | I Divisão             | 27          | 2           | -                     | -                     | -                              | 0                              | 0                              | A et B    | 2         | 0         | 29    | 2     |
| 1981-1982             | V. Guimarães          | I Divisão             | 21          | 2           | -                     | -                     | -                              | 0                              | 0                              | A         | 2         | 0         | 23    | 2     |
| 1982-1983             | V. Guimarães          | I Divisão             | 23          | 0           | -                     | -                     | -                              | 0                              | 0                              | A         | 1         | 0         | 24    | 0     |
| 1983-1984             | V. Guimarães          | I Divisão             | 29          | 5           | -                     | -                     | C3                             | 2                              | 1                              | -         | 0         | 0         | 31    | 6     |
| 1984-1985             | V. Guimarães          | I Divisão             | 16          | 4           | -                     | -                     | -                              | 0                              | 0                              | -         | 0         | 0         | 16    | 4     |
| 1985-1986             | V. Guimarães          | I Divisão             | 25          | 1           | -                     | -                     | -                              | 0                              | 0                              | -         | 0         | 0         | 25    | 1     |
| Sous-total            | Sous-total            | Sous-total            | 170         | 15          | -                     | -                     | -                              | 2                              | 1                              | -         | 5         | 0         | 177   | 16    |
| 1986-1987             | CS Marítimo           | I Divisão             | 30          | 2           | -                     | -                     | -                              | 0                              | 0                              | -         | 0         | 0         | 30    | 2     |
| Sous-total            | Sous-total            | Sous-total            | 30          | 2           | -                     | -                     | -                              | 0                              | 0                              | -         | 0         | 0         | 30    | 2     |
| 1987-1988             | SC Covilhã            | I Divisão             | 29          | 1           | -                     | -                     | -                              | 0                              | 0                              | -         | 0         | 0         | 29    | 1     |
| Sous-total            | Sous-total            | Sous-total            | 29          | 1           | -                     | -                     | -                              | 0                              | 0                              | -         | 0         | 0         | 29    | 1     |
| Total sur la carrière | Total sur la carrière | Total sur la carrière | 434         | 32          | 25                    | 8                     | -                              | 2                              | 1                              | -         | 13        | 0         | 474   | 41    |

### Matchs disputés en coupes continentales
Auteur d'une belle saison 1982-1983, le Vitória Guimarães se qualifie pour la Coupe de l'UEFA. Cette performance permet à Gregório Francisco Penteado Freixo de jouer deux fois contre les Anglais du club d'Aston Villa et de fouler la pelouse du Villa Park de Birmingham l'année suivante. Le 14 septembre 1983, lors du match aller, il marque en transformant un penalty à la 82e minute, et donne ainsi la victoire à son équipe. Ce résultat prometteur fait naitre chez les supporters portugais l'espoir d'une qualification pour le tour suivant. Au match retour, le Vitória SC, est terrassé par l'énorme puissance physique de l'équipe anglaise et s'incline largement sur le score de 5 à 0. Il est éliminé de la compétition.
| Matchs | Date              | Stade                                  | Adversaire     | Résultat | Minutes | Compétition          | Buts | Tour  | Club              |
| ------ | ----------------- | -------------------------------------- | -------------- | -------- | ------- | -------------------- | ---- | ----- | ----------------- |
| 1      | 14 septembre 1983 | Estádio D. Afonso Henriques, Guimarães | Aston Villa FC | 1 – 0    | 90 min  | Coupe UEFA 1983-1984 | 1    | 1/32° | Vitória Guimarães |
| 2      | 28 septembre 1983 | Villa Park, Birmingham                 | Aston Villa FC | 5 – 0    | 90 min  | Coupe UEFA 1983-1984 | 0    | 1/32° | Vitória Guimarães |

### Sélection
Gregório Freixo est sélectionné à quatre reprises dans l'équipe nationale du Portugal entre le 24 septembre 1980 et le 8 juin 1983. Il compte également douze sélections chez les juniors, une au sein de la formation espoirs, et une en équipe B.
| Sélections | Date              | Stade                                     | Adversaire | Résultat | Minutes | Compétition       | Buts | Capitaine |
| ---------- | ----------------- | ----------------------------------------- | ---------- | -------- | ------- | ----------------- | ---- | --------- |
| 1          | 24 septembre 1980 | Stade Luigi-Ferraris, Gênes               | Italie     | 3 – 1    | 90 min  | Amical            | 0    | Non       |
| 2          | 18 novembre 1981  | Estádio da Luz, Lisbonne                  | Écosse     | 2 – 1    | 51 min  | Qualif. Mondial82 | 0    | Non       |
| 3          | 5 mai 1982        | Estádio Governador João Castelo, São Luís | Brésil     | 3 – 1    | 90 min  | Amical            | 0    | Non       |
| 4          | 8 juin 1983       | Estádio Cidade de Coimbra, Coimbra        | Brésil     | 0 – 4    | 51 min  | Amical            | 0    | Non       |

## Statistiques d'entraîneur
Le tableau ci-dessous, comprend tous les matches officiels (Championnats, Coupes, et Coupes Continentales), hors matches amicaux.
| Résultats | Résultats    | Résultats           | Résultats      | Résultats     | Résultats      | Résultats           | Total         | Total   | Total   | Total   |
| Saison    | Club         | Pays/Championnat    | V.             | N.            | D.             | Cl.                 | Titres        | % V.    | % N.    | % D.    |
| --------- | ------------ | ------------------- | -------------- | ------------- | -------------- | ------------------- | ------------- | ------- | ------- | ------- |
| 1988-89   | CD Luso      | II Divisão          | -              | -             | -              | -                   | 0             | -%      | -%      | -%      |
| 1997-98   | Académica    | I Divisão           | 0              | 0             | 1              | Saison non terminée | 0             | 0 %     | 0 %     | 100 %   |
| 1998-99   | Académica    | I Divisão           | 1              | 4             | 8              | 18e                 | 0             | 7,69 %  | 30,77 % | 61,54 % |
| 2007-08   | Esperança AC | AF Coïmbra          |                |               |                | -                   | 0             | %       | %       | %       |
| 2008-09   | Esperança AC | AF Coïmbra          |                |               |                | -                   | 0             | %       | %       | %       |
| 2009-10   | Esperança AC | DI Norte AF Coïmbra | 10             | 3             | 11             | 9e                  | 0             | 41,67 % | 12,50 % | 45,83 % |
| Total     | Total        | Total               | incomplet (11) | incomplet (7) | incomplet (20) | -                   | incomplet (0) | 28,95 % | 18,42 % | 52,63 % |

## Distinctions personnelles
- Prix de la ville de Coimbra du meilleur entraîneur de football de formation de l'année 2011.

### En tant que joueur

#### Avec l'Académica de Coimbra(2)
- Vainqueur du II Divisão Zona Norte en 1972-73.
- Vainqueur du II Divisão en 1972-73.

### Honneurs
- Finaliste du championnat national U17 avec l'Académica de Coimbra en 1967-68 et 1968-69.
- Finaliste du championnat national U19 avec l'Académica de Coimbra en 1969-70.
- Vice-champion d'Europe avec l'Équipe du Portugal juniors en 1971[25], en tant que joueur.